# 尼爾沙河
尼爾沙河（烏克蘭語：Нірша），是烏克蘭南部的河流，屬於南布格河的支流。該河流經尼古拉耶夫州的尼古拉耶夫區，河道全長約6.5公里。